# روي برون
روي برون (بالإنجليزية: Roy Brun)‏ هو محامي وقاضي وسياسي أمريكي، ولد في 15 يناير 1953 بباتون روج في الولايات المتحدة. حزبياً، نشط في الحزب الجمهوري. وقد انتخب عضو مجلس نواب لويزيانا.